# Epia vulnerata
Epia vulnerata är en fjärilsart som beskrevs av Feld 1868. Epia vulnerata ingår i släktet Epia och familjen silkesspinnare. Inga underarter finns listade i Catalogue of Life.